# Мустафаєв Халіл Джелілович
Мустафа́єв Халі́л Джелі́лович (26 грудня 1935, Ай-Василь, СРСР — серпень 2000, Сімферополь, Україна) — радянський вчений та український кримськотатарський політик, член Меджлісу кримськотатарського народу, депутат Верховної Ради Криму II скликання (1994–1998).

## Життєпис
Халіл Мустафаєв народився у селі Ай-Василь (нині — частина Ялти) Кримської АРСР. Після депортації у 1944 році опинився у Кагановичбадському районі Таджицької РСР. Через смерть батьків виховувався людьми різних національностей, певний час був волоцюгою. З 1948 по 1956 рік був під опікою музикантів духового оркестра військової частини, що базувалася у місті Курган-Тюбе. Навчання в школі розпочав лише у віці 13 років, закінчив у 1956 році. У 1961 році став випускником енергетичного факультету Сталінабадського політехнічного інституту. З 1961 по 1968 рік працював майстром, начальником цеху, а потім і заступником головного енергетика заводу «Таджиктекстильмаш». З 1968 по 1991 рік — молодший, а згодом старший науковий співробітник, завідувач сектору Інституту економіки АН Таджицької РСР. Кандидат економічних наук.
У 1991 році повернувся до Криму. Протягом трьох років був завідувачем відділення «Імдат-банку». З 1994 по 1998 рік — депутат Верховної Ради Криму II скликання, заступник голови Постійної комісії ВР Криму з економічної та бюджетно-фінансової політики. Член Меджлісу кримськотатарського народу.
Помер Мустафаєв у серпні 2000 року в Сімферополі.